# Långfärdsskridskor
Långfärdsskridskor är en typ av skridskor där sko och skena enkelt kan kopplas isär och som används vid långfärdsskridskoåkning. Vid sådana färder är man ibland tvungen att gå, exempelvis mellan sjöar, och då är det praktiskt att kunna koppla isär sko och skena.
Den idag i särklass vanligaste långfärdsskridskon är lättmetallskridskon som består av en fotplatta i aluminium och ett blad i knivstål som är cirka 40–55 cm långt och cirka 4 cm högt. Skenbredden brukar ligga mellan 1,1 och 1,4 mm. Skridskorna fästs med bindningar på skorna. Beroende på bindningstyp kan man som skor bland annat använda vanliga vandringskängor, kängor för längdskidåkning eller lättare telemarkskängor. Traditionellt har långfärdsskridskor haft fast häl, men på senare tid har skridskor med lös häl blivit populära.

## Moderna bindningstyper

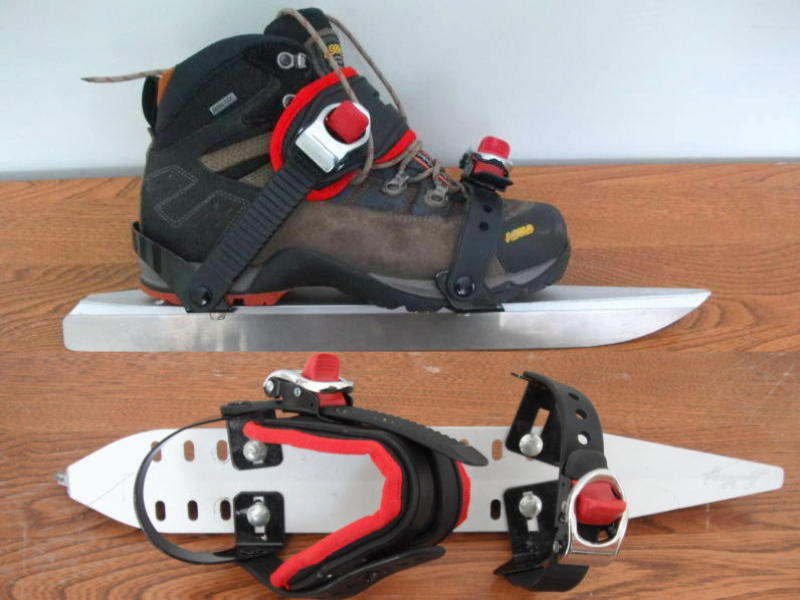
Långfärdsskridskor med vrist- och tåspännen av pump-typ.

### Vristrem (fast häl)
Främre delen av skon/sulan sticks in i frambindningen. Hälen hålls på plats med en rem över vristen. Denna konstruktion är enkel, billig i tillverkning och välbeprövad. Bland nackdelarna kan nämnas att remmen kan trycka obehagligt mot foten om den spänns för hårt. Vissa kombinationer av remmar och skor har också nackdelen att remmen kan glida över klacken, med tappad skridsko och ett troligt fall som följd.

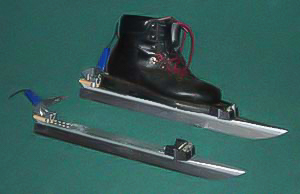
Långfärdsskridskor med snabb-bindning (fast häl).

Som skor används vanligen turpjäxor med skidbindning av typen nordisk norm. Om frambindningen har en bygel kan även vandringskängor utan utskjutande sula vid tån användas.
En modernare variant har vrist- och tåspännen av pump-typ (snowboard-bindning). Dessa är enkla att ta på och passar så gott som alla typer av vandringskängor. Spännena är breda vilket gör att foten sitter ordentligt fast och trycket mot foten inte känns obehagligt.

### Snabb-bindning (fast häl)
Liksom för vristremsbindningen sticks framdelen av skon/sulan in i en frambindning. Bakbindningen består av en liten hävarm som förs framåt och därigenom förankrar bakre delen av sulan mot fotplattan. Den finns även i en variant där man bara kliver in i skridskon, så kallad klick-in.
Snabb-bindningen gör det lättare att ta av och på skridskon. Bindningen kräver dock en ordentlig kant på skosulan. Klick-in-bindningarna kan under vissa väderförhållanden frysa fast.

### Lös häl

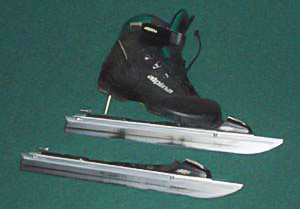
Långfärdsskridskor med lös häl.

För löshälsskridskor används oftast skidbindningar för längd- eller turskidåkning. Till denna bindning krävs speciella skor. Dessa har en liten metallpinne i tån som sticks in i frambindningen som då låser fast pinnen. 
Specialvarianter avsedda för vandrarkängor förekommer också men är ovanliga. Vandrarkängor anses mer lämpliga att promenera i än skidskor.
Åkning med lös häl gör det möjligt att sträcka ut vristen i slutet av skäret. Detta gör att man får ett kraftigare och längre skär. Många upplever skäret mer naturligt och med en lättare och smidigare känsla. Lös häl gör det lättare att byta mellan pjäxor av olika storlek utan att behöva justera bindningarna.

## Historik
Den skridsko som var populärast då långfärdsskridskoåkningen växte fram runt sekelskiftet 1900 var balckskridskon, konstruerad av Victor Balck.
Senare användes halvrör, som var betydligt lättare än balckskridskorna.
Efter halvrören dök trälöparna upp, ofta kallade Gillbergare, efter en av tillverkarna av dessa skridskor, Gillbergs. De bestod av en skena samt en platta av trä (stock). Skon hölls på plats med en lång rem som spändes över tån och vidare runt vristen.
De första lättmetallskridskorna konstruerades under 1950-talet.